# Mongolotettix zhengi
Mongolotettix zhengi är en insektsart som beskrevs av Li, D. och Yong Shan Lian 1994. Mongolotettix zhengi ingår i släktet Mongolotettix och familjen gräshoppor. Inga underarter finns listade i Catalogue of Life.